# Il medico... la studentessa
Il medico... la studentessa è un film del 1976 diretto da Silvio Amadio.

## Trama
Claudia, studentessa diciottenne, vuole andare in vacanza a Londra, ma viene ostacolata dalla matrigna Luisa. La ragazza scopre che questa tradisce il marito, il colonnello Oreste, con il dottor Filippo Cinti, giovane medico. Grazie a questa scoperta, Claudia riesce a vendicarsi e ricattare i due amanti
A differenza del titolo pruriginoso, nel film si ride dall’inizio alla fine per le continue situazioni comiche in cui si trovano i protagonisti, dal diniego del viaggio a Londra, ai battibecchi tra la matrigna, la figliastra, l’amante, il marito cornuto e il domestico militare  imboscato interpretato da Ric, del duo Ric e Gian, al ricatto con la richiesta al Professore di Medicina di presentarsi a lezione nell’anfiteatro davanti agli studenti in mutande, o in casa del colonnello da indiano a fumare il calumet della pace, ai tentativi di seduzione del medico, stuzzicati da Claudia, alla fine riusciti con la richiesta di matrimonio, le scene di gelosia della matrigna, il matrimonio in Chiesa interrotto dal prete informato della tresca, la confessione dinanzi a tutti, la gelosia del colonnello, la fine della tresca, il permesso alla figlia di partire per Londra e il due di picche di Claudia al medico in aeroporto.